# Michel Lomme
Michel Lomme (* 16. September 1955 in Ukkel) ist ein ehemaliger belgischer Fußballspieler.

## Karriere
Aus der Jugend des RSC Anderlecht hervorgegangen, rückte er 1975 in die Erste Mannschaft auf und wurde in seiner Premierensaison im Seniorenbereich bereits in 17 Punktspielen der 1. Division eingesetzt. Am Ende seiner Premierensaison gewann er – siebenmal im Wettbewerb um den Europapokal der Pokalsieger eingesetzt – diesen am 5. Mai 1976 im Brüsseler Heysel-Stadion, nachdem West Ham United mit 4:2 bezwungen wurde. An selber Stätte gewann er mit seiner Mannschaft am 6. Juni desselben Jahres mit dem 4:0-Sieg über Lierse SK den nationalen Vereinspokal.
Danach spielte er eine Saison lang für Royale Union Saint-Gilloise, den Zweitliganeuling. Nach Anderlecht zurückgekehrt, gehörte er dem RSC Anderlecht noch bis zur Beendigung der Hinrunde der Saison 1978/79 an und wurde in der Saison 1977/78 lediglich einmal in der Meisterschaft eingesetzt. Danach verließ er Stadt und Verein und veränderte sich nach Namur. Für den dort ansässigen und unterklassigen Verein UR Namur spielte er anderthalb Jahre, ehe er mit Ablauf der Saison seine Spielerkarriere beendete.

## Erfolge
- Europapokalsieger der Pokalsieger 1976
- Belgischer Pokal-Sieger 1976